# 労働協約
労働協約（ろうどうきょうやく, Collective agreement）とは、労働者と使用者またはその団体と集団的交渉によって結ばれた労働条件などに関する取り決め。OECD加盟国労働者の3人に1人は、その賃金と労働条件は団体交渉による労働協約によって決定されている。
労働協約においては、主に賃金体系と、賃金以外の労働条件（たとえば労働時間、休み、職業訓練、雇用保護、労働安全衛生規定など）の取り決めが締結されている。企業または従業員レベルによる再交渉により、上位レベル（産業セクターなど）で合意された賃金よりも賃金が引き上げられる（ケースによっては賃金が引き下げられる）こともある。
| 国               | %     |
| ---------------- | ----- |
| イタリア         | 100.0 |
| オーストリー     | 98.0  |
| フランス         | 98.0  |
| ベルギー         | 96.0  |
| アイスランド     | 90.0  |
| フィンランド     | 88.8  |
| スウェーデン     | 88.0  |
| デンマーク       | 82.0  |
| スペイン         | 80.1  |
| オランダ         | 75.6  |
| ポルトガル       | 73.6  |
| ノルウェー       | 69.0  |
| ルクセンブルク   | 56.9  |
| ドイツ           | 54.0  |
| スイス           | 45.0  |
| チェコ           | 34.7  |
| アイルランド     | 34.0  |
| OECD平均         | 32.1  |
| カナダ           | 30.2  |
| ラトビア         | 27.1  |
| 英国             | 26.9  |
| ハンガリー       | 21.8  |
| チリ             | 20.4  |
| ニュージーランド | 18.4  |
| 日本             | 16.8  |
| 韓国             | 14.8  |
| ギリシャ         | 14.2  |
| ポーランド       | 13.4  |
| 米国             | 11.6  |
| メキシコ         | 10.4  |
| コスタリカ       | 10.3  |
| トルコ           | 8.5   |
| リトアニア       | 7.9   |
| エストニア       | 6.1   |

## 日本
日本においては労働組合法（昭和24年6月1日法律第174号）に則って締結されたものをいう。労働者及び使用者は、労働協約、就業規則及び労働契約を遵守し、誠実に各々その義務を履行しなければならず（労働基準法第2条）、労働協約は労働組合法第3章や労働基準法等の法令によってその作成手続、実体、効力等を規制される。
- 本項で労働組合法については以下では条数のみ記す。

### 成立要件
労働組合による団体交渉や労使協議により労使双方が労働条件その他に関する事項を取りまとめた場合、労働協約と認められるためには、書面に記すことと、締結両当事者の署名または記名押印が必要とされる（第14条）。この要件を満たさなければ、仮に労使間に労働条件その他に関する合意が成立したとしても、これに労働協約としての規範的効力は付与することはできない（都南自動車教習所事件。最三小判平成13年3月13日）。組合の組織率は問わないので、少数組合であっても独自の労働協約を締結することは可能である。労使間の合意文書の表題が「覚書」「了解事項」等の名称であっても、第14条に該当すれば労働協約といえ（青森地判平成5年3月16日）、団体交渉記事録であっても、労使双方が署名したものであれば、その内容によっては労働協約と解される（東京地判昭和43年2月28日）。
- 旧法（昭和24年改正前の旧労働組合法。以下同じ）においては書面に作成することのみによって法律上有効に成立したのであるが、改正法では、その効力発生要件として「書面に作成し、両当事者が署名すること」を掲げているのである（昭和24年6月9日発労第33号）。なお昭和27年の改正により必ずしも「署名」を要せず、「記名押印」をもって足りることとなった。
- 労働組合の代表者（例えば組合長、副組合長）が組合員の総意に依らず独断的に使用主と覚書等を交換したる場合其の覚書の効力如何は組合規約等により定められている当該代表者の権限によって決定される。即ち当該代表者が会社と協定を締結する権限を有する場合にはその締結した覚書は一応有効なるものとして組合を拘束し之を改廃する為には再度会社と交渉せねばならぬが、組合規約上当該代表者は交渉の権限を有するのみで協定の締結には組合の特定機関例えば評議員会又は総会の決議を要することとなっている場合はその代表者の交換した覚書は単なる下交渉であつて何等組合を拘束しない（昭和21年8月7日労発第442号）。
- 旧法では「労働協約締結セラレタルトキハ当事者互ニ誠意ヲ以テ之ヲ遵守スヘキモノトス」（旧法の第21条）との規定があったが、これは当然の事由を明らかにしたのであり、こうした規定のない改正法においても変りはない。もっとも、労働基準法第2条2項は、旧法第21条と同様の趣旨の規定を置いている。
- 昭和42年7月1日以後に作成される労働協約については、印紙税は課されない（同年6月30日までは、労働協約は旧印紙税法でいう「前各号以外ノ証書」(いわゆる「31号証書」)に該当し、これを作成する者は、印紙税を納付する義務を課されていたが、7月1日以降は改正印紙税法に列挙する課税物件のいずれにも労働協約は該当しなくなったので、印紙税を納付する義務がなくなった）（昭和42年7月29日各都道府県労働主管部長あて労働省労政局労働法規課長通知）。

### 内容
労働協約の有効期間を定める場合、上限は3年である（第15条1項）。3年を超える有効期間の定めをした労働協約は3年の有効期間の定めをした労働協約とみなされる（第15条2項）。有効期間の定めがない労働協約は当事者の一方が少なくとも90日前に相手方に予告して解約することができる（第15条3項、4項）。内容について特に制限はないが、個別的労働関係や団体的労使関係に関連していることを要する。労使が合意すれば強行法規や公序良俗（民法第90条）に反しない限り基本的には当事者の自由である。
- 労働協約の有効期間について、不確定期限を付する場合も含まれる（東京12チャンネル事件、東京高判昭和44年3月10日）。なお、不確定期限を付する形で期間を定める労働協約について、当該期限が到来せず3年を経過した場合に、第15条2項に従い3年の期間を定めとみなされ、期間満了時に労働協約は終了するとした判例がある（日本通信機事件、横浜地判昭和43年4月6日）。

一般的な労働協約では、労使間の紛争が生じた場合には、一定の手続（一定期間の協議・あっせん・調停・予告等）を経なければ争議行為に訴えないこと（平和条項）を定めることが多い。仮に平和条項を定めなかったとしても、労使間で労働協約を結んだ以上、その協約事項に関しては、その有効期間中はその内容を尊重する義務（平和義務）を負い、協約有効期間中、協約に定められた労働条件その他の事項の変更・廃止を求めて争議行為を行わない、組合は組合員らに対しこれに関した争議行為を行わないように働きかける義務を負う。もっとも平和義務違反の争議行為については、平和義務は労働組合が負担すべきものであり、企業秩序の侵犯に当たるとすることはできず、その義務違反自体を理由として使用者が争議行為参加者を懲戒に処することはできないとするのが判例の立場である（弘南バス事件、最判昭和43年12月24日）。
労使交渉がもつれた末に労働委員会が仲裁をした場合、仲裁委員会が作成する仲裁裁定は労働協約と同一の効力をもつ（労働関係調整法第34条）。もっとも厚生労働省の調査では、2003年（平成15年）を最後に仲裁による解決は激減し、2004年（平成16年）以降は2016年（平成28年）に1件あったのみで他の年は0件となっている。

### 一般的拘束力
労働協約は労働組合と使用者側との契約であることから、協約上特に適用範囲を限定しない限り締結した労働組合に加入している組合員全員に適用され、当該組合員でない者に対して効力が及ぶものではない。しかし、労働組合が第17条・第18条のどちらかの要件を満たした場合は、その労働組合が締結した労働協約が当該組合の組合員以外の者にも自動的に拡張適用される（一般的拘束力）。「同種の労働者」とは、労働協約の適用せられ得べき範囲によって決定される。例えば、当該労働協約が工場事業場の全従業員に適用され得るものであれば、当該工場事業場の従業員たるもの、工員のみについて適用され得るものであれば、工員たるもの、旋盤工のみに適用され得るものであれば、旋盤工たるものが夫々「同種の労働者」である（昭和24年10月24日労収第8180号）。明らかに同種の労働者であるものを労働協約によって異種であるとその範囲を限定しても、第17条の規定による労働協約の一般的拘束力は当然に適用される（昭和25年2月22日労収第341号）。
第17条の制度は、多数労働者により組織される労働組合が、いわゆるアウトサイダーの存在によってその団結が侵されることを防止すること等を目的としている。第17条の「一の工場事業場」とは、個々の工場事業場を指し、一の企業が数個の工場事業場を有する場合は、その企業内の個々の工場事業場の各々が第17条にいう「一の工場事業場」であり、また第17条の適用は、「一の工場事業場」ごとになされるのであるから、ある企業に常時使用される同種の労働者の4分の3以上の数のものが一の労働協約の適用を受けているとしても、その企業の或る工場事業場において、その労働協約の適用を受ける者の数がその工場事業場に常時使用される同種の労働者の数の4分の3に達しない場合、その工場事業場においては、本条の適用はない（昭和29年4月7日労発111号）。拡張適用されるに至った後、その労働協約の適用される労働者の数が4分の3未満に減少した場合、拡張適用は停止される（昭和24年5月28日労収第2829号）。
- 残り4分の1未満の同種の労働者が、当該協約を締結した組合以外の労働組合を別個に結成していたような場合でも、少数組合の既有の権益を侵害するものでないかぎり少数組合の組合員に対しても拡張適用されるが（大阪地判昭和49年3月6日）、少数組合が独自の判断で固有の労働協約を締結している場合には、多数組合の労働協約を少数組合に拡張適用することは許されない（東京地判昭和44年7月19日）。実際にはこうした場合、多数組合との労働協約に沿って就業規則を改定し、それを少数組合に適用することになる。
- 非組合員等特定の労働者に労働協約の一般的拘束力を適用することが諸般の事情から見て著しく不合理であるとみなされる特段の事情があるような場合には、拡張適用は認められない（朝日火災海上保険（高田）事件。最三小判平成8年3月26日）。

第18条の制度は、所定の要件が満たされた場合に、申立てのあった労働協約に定める労働条件を地域における公正労働条件とみなして、協約当事者である労使以外の労使にも適用することで、労働条件の切下げ競争を防止し労働条件の維持改善を図るとともに、労働者間、使用者間の公正競争を確保しようとすることを目的としている。第17条は労働協約の締結状況だけで自動的に適用されるのに対し、第18条では大臣又は知事の決定によってはじめて効力を生じる。第18条の決議及び決定は、当該地域が一の都道府県の区域内のみにあるときは、当該都道府県労働委員会及び当該都道府県知事が行い、当該地域が2以上の都道府県にわたるとき、又は中央労働委員会において当該事案が全国的に重要な問題に係るものであると認めたときは、中央労働委員会及び厚生労働大臣が行うものとする（施行令第15条）。
- 第18条の地域的の一般的拘束力についての厚生労働大臣又は都道府県知事の決定は、行政手続法上の「申請に対する処分」又は「不利益処分」、行政不服審査法による不服申立ての対象となる処分には該当しない（昭和37年9月28日労発第156号、平成6年9月30日労発第264号）。
- 平成20年7月の改正法施行により、最低賃金法に規定する「労働協約に基づく地域的最低賃金」の制度が廃止されたことにより、労働組合法に規定する「労働協約の地域的拡張適用」との両制度の円滑な連絡を図る目的で規定されていた第18条4項が削除されることとなった。

企業別労働組合が圧倒的な主流である日本では、第18条によって拡張適用が実現された例はきわめて少数しかないが、企業の枠を超えて働きやすい環境を整えようとする試みとして令和期に入ってから申し立て事例が現れる等、広がりを見せている。

### 労働契約・就業規則・労働協約の関係
効力の優先順位は優位のものから順に、法令、労働協約、就業規則、労働契約となる。使用者が一方的に作成・変更できる就業規則や、使用者と個々の弱い立場での労働者が結ぶ労働契約よりも、労働者の団体である労働組合が使用者と結んだ労働協約が優先する。労働協約に定める労働条件その他の労働者の待遇に関する基準に違反する労働契約の部分は無効となり、労働契約に定めのない部分についても、基準の定めるところによる（規範的効力、第16条）。また、就業規則は、法令又は当該事業場について適用される労働協約に反してはならない（労働基準法第92条1項）と規定され、労働協約の就業規則に対する優先性を明らかにしている。
もっとも、労働協約が就業規則より優越するとはいっても、労働協約は原則として当該組合員にしか適用されないので、非組合員がいれば、均等待遇（労働基準法第3条）の要請から、実際には労働協約の趣旨に沿った就業規則の改定が行われなければ、労働協約の内容は実現できない（特に、労働協約によって労働条件を労働者の不利益に改定する場合に問題となる）。
労働協約に反する就業規則の内容については、所轄労働基準監督署長が当該労働協約に牴触する就業規則の変更を命ずることができる（労働基準法第92条2項）。しかし現実には労働基準監督署は行政指導での対応がほとんどで実際にこの規定に基づいて変更命令を出すことはまずなく、就業規則の届出（労働基準法第89条）に際して労働協約を添付することを求める法令上の規定もないため、この点についてのチェックは事実上不可能となっている。また変更命令は、就業規則を通して労働協約の拡張適用を強いるのに等しい結果となるため、併存する複数の組合が別々の労働協約を締結している場合には個々の組合の協約権の侵害として問題となる。
労働協約が失効した場合、労働協約の内容を反映して規定された就業規則がある場合には、当該協約失効後はその就業規則によるべき（いわゆる「余後効」）である（香港上海銀行事件。最一小判平成元年9月7日）。また、具体的な労働協約の内容が、どれほど組合員にとって不利益であっても、当該規定の内容が、特定のまたは一部の組合員をことさらに不利益に扱うことをあらかじめ目的として締結されたなど、労働組合の目的を逸脱して締結されたような場合以外は規範的効力に支障はない（朝日火災海上保険（石堂）事件。最一小判平成9年3月27日）。つまり、労働協約については、たとえ労働契約の定めた内容の方が労働者に有利であっても労働協約の効力が優先する（労使交渉は相互譲歩の取引であり、労働者に不利な合意のみを取り出して協約の効力を否定するのでは、労使交渉全体が成立しない）。一方、就業規則については、就業規則の定める基準に達しない労働条件を定める労働契約を無効にするが、基準を上回る労働条件を定める労働契約は無効にはならない。
第17条の規定は、同条所定の要件が満たされる場合には当然に適用されるものであって、拡張適用を受ける労働者が使用者と個々に結んでいる労働契約又はそれらの者に適用されている就業規則等の定の如何にかかわらない。そして、第17条の規定による労働協約の拡張適用は、労働協約としての効力をもって適用されるものである（昭和33年2月6日群馬県商工労働部長あて労働省労政局労働法規課長通知）。

### 労働協約の現況
厚生労働省「令和２年　労使間の交渉等に関する実態調査」によると、労働組合と使用者（又は使用者団体）の間で締結される労働協約の状況をみると、「締結している」93.1%（平成29年調査94.8%）、「締結していない」6.8%（同4.6%）となっている。企業規模別では、規模が大きいほど、労働協約を「締結している」とする労働組合の割合が概ね高くなっている。

### 公務員の場合
国家公務員、地方公務員の「職員団体」（民間の労働組合に相当）には「団体協約」（労働協約に相当）は認められていない（国家公務員法第108条の5第2項、国会職員法第18条の2、外務公務員法第3条、裁判所職員臨時措置法、地方公務員法第55条第2項等）。ただし、現業公務員の労働組合については特定独立行政法人等労働関係法第8条や地方公営企業等労働関係法第7条で組織の管理及び運営を除いた事項について労働協約権が認められている。